# Ботево (Видинская область)
Ботево (болг. Ботево) — село в Болгарии. Находится в Видинской области, входит в общину Видин. Население составляет 71 человек.

## Политическая ситуация
Кмет (мэр) общины Видин — Румен Ангелов Видов (Граждане за европейское развитие Болгарии (ГЕРБ)) по результатам выборов.